# Port Saint-Bernard
Le port Saint-Bernard est une voie située le long de la Seine dans le quartier du Jardin-des-Plantes du 5e arrondissement de Paris.
Il ne doit pas être confondu avec le quai Saint-Bernard situé au niveau supérieur et non sur berge.

## Situation et accès
Il est situé entre le pont de Sully et le pont d'Austerlitz. Il est intégré au port de la Tournelle en 1905. 
Le port Saint-Bernard est desservi à proximité par la ligne 5 du métro de Paris à la station Quai de la Rapée.

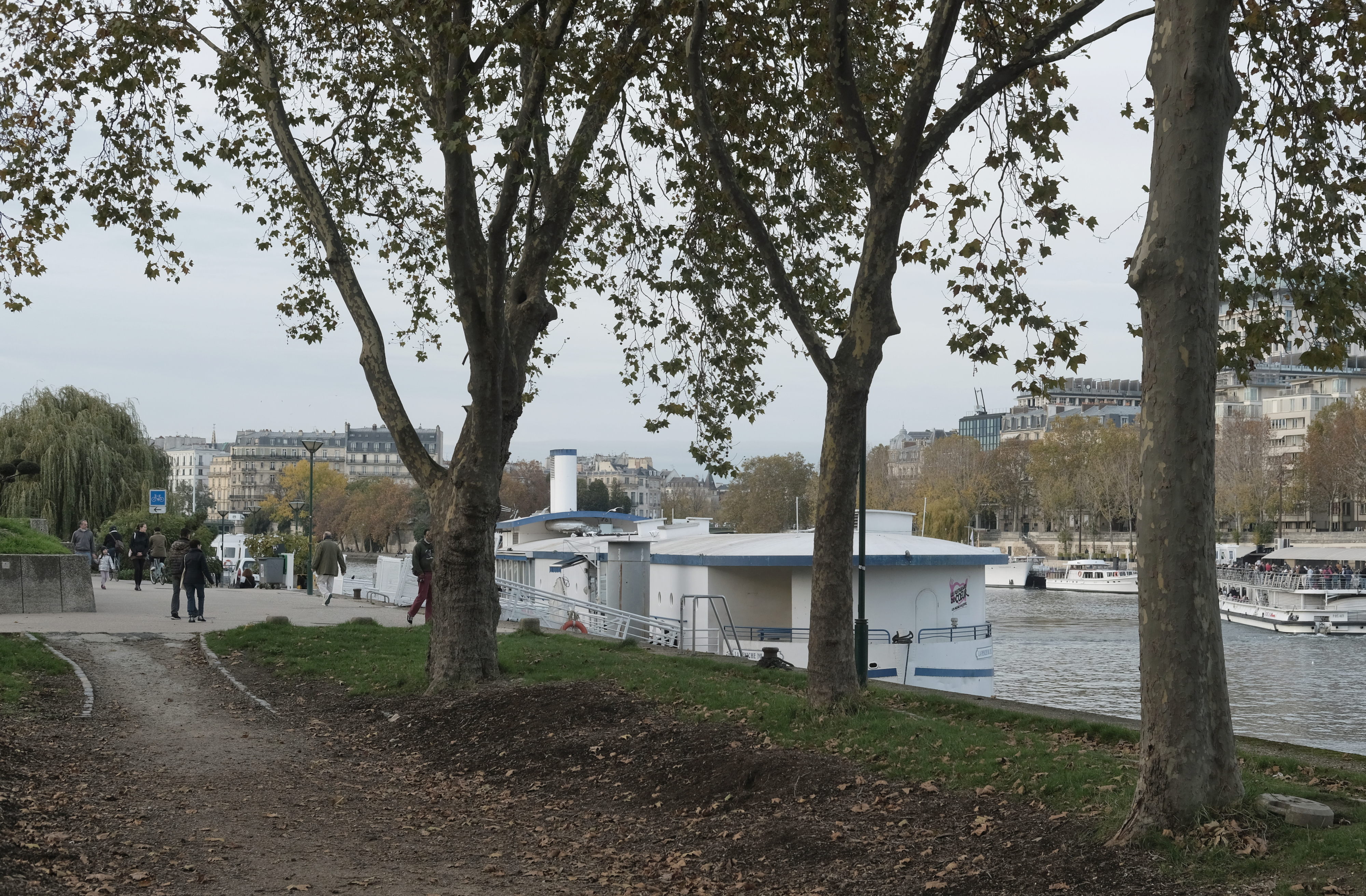
Promenade.
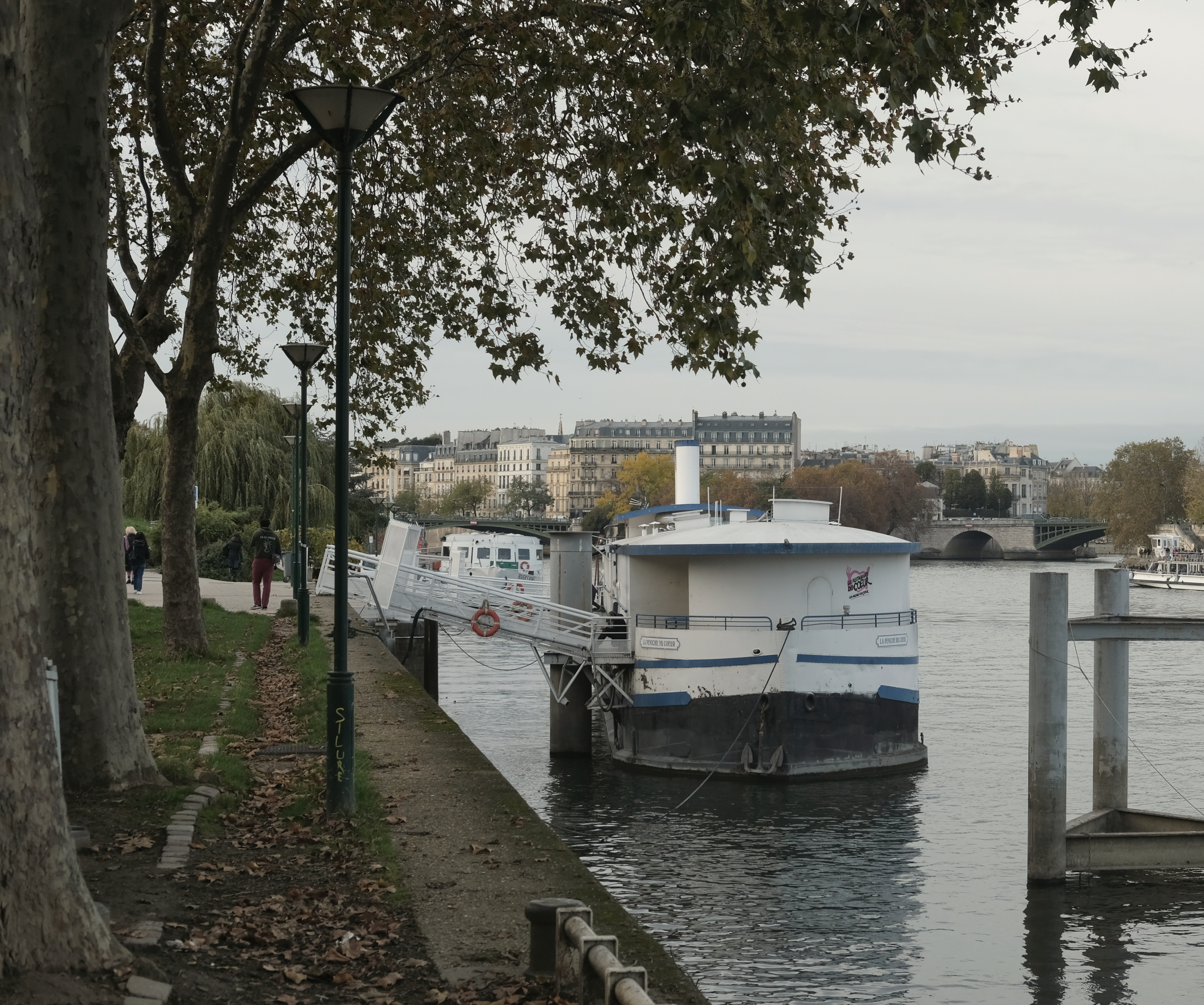
Bateaux amarrés.
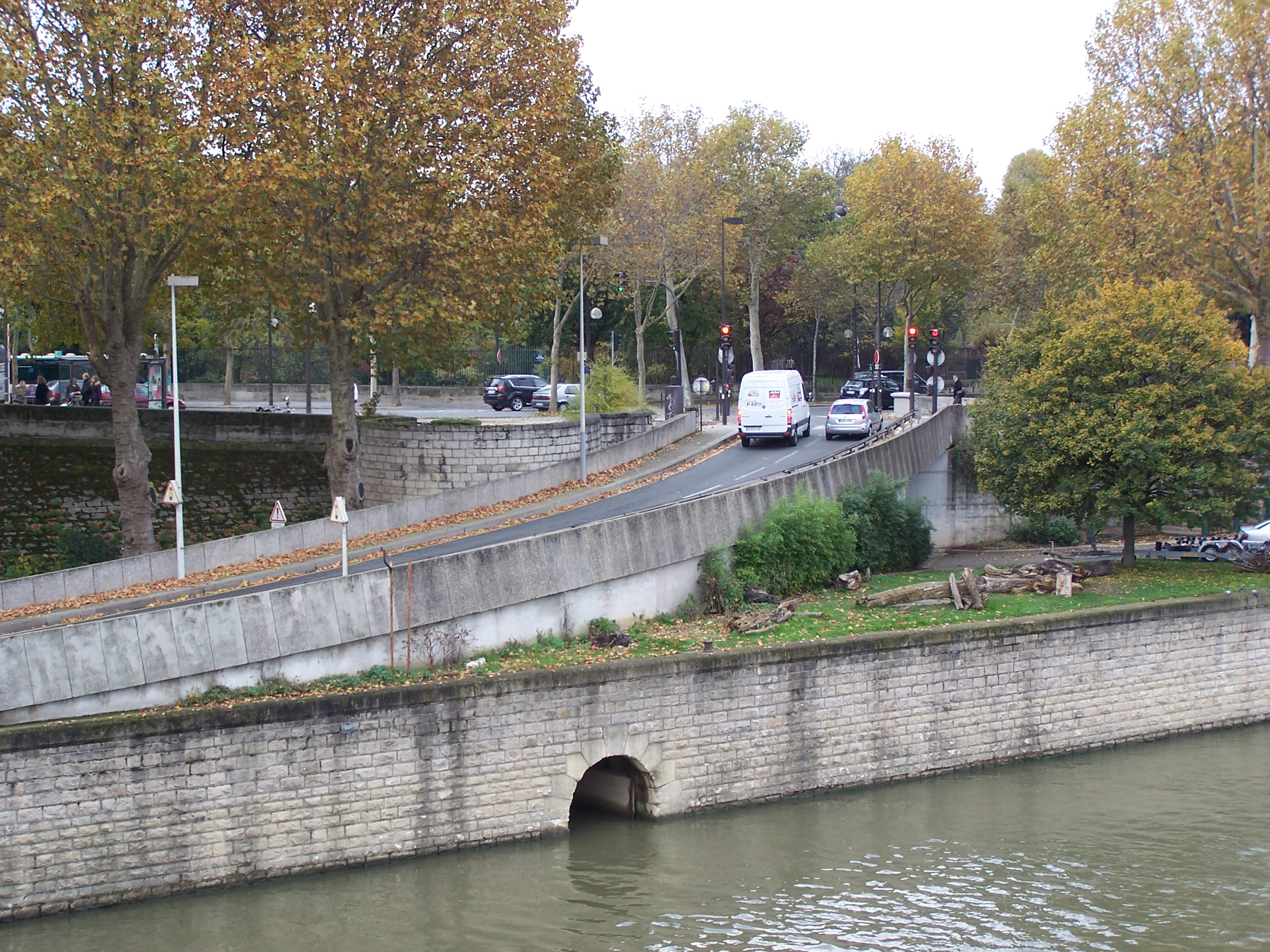
Confluence de la Bièvre dans la Seine.

## Origine du nom
Il doit son nom à la proximité de l'ancien couvent des Bernardins et de la porte Saint-Bernard, autrefois située à l'extrémité du pont Sully.

## Historique

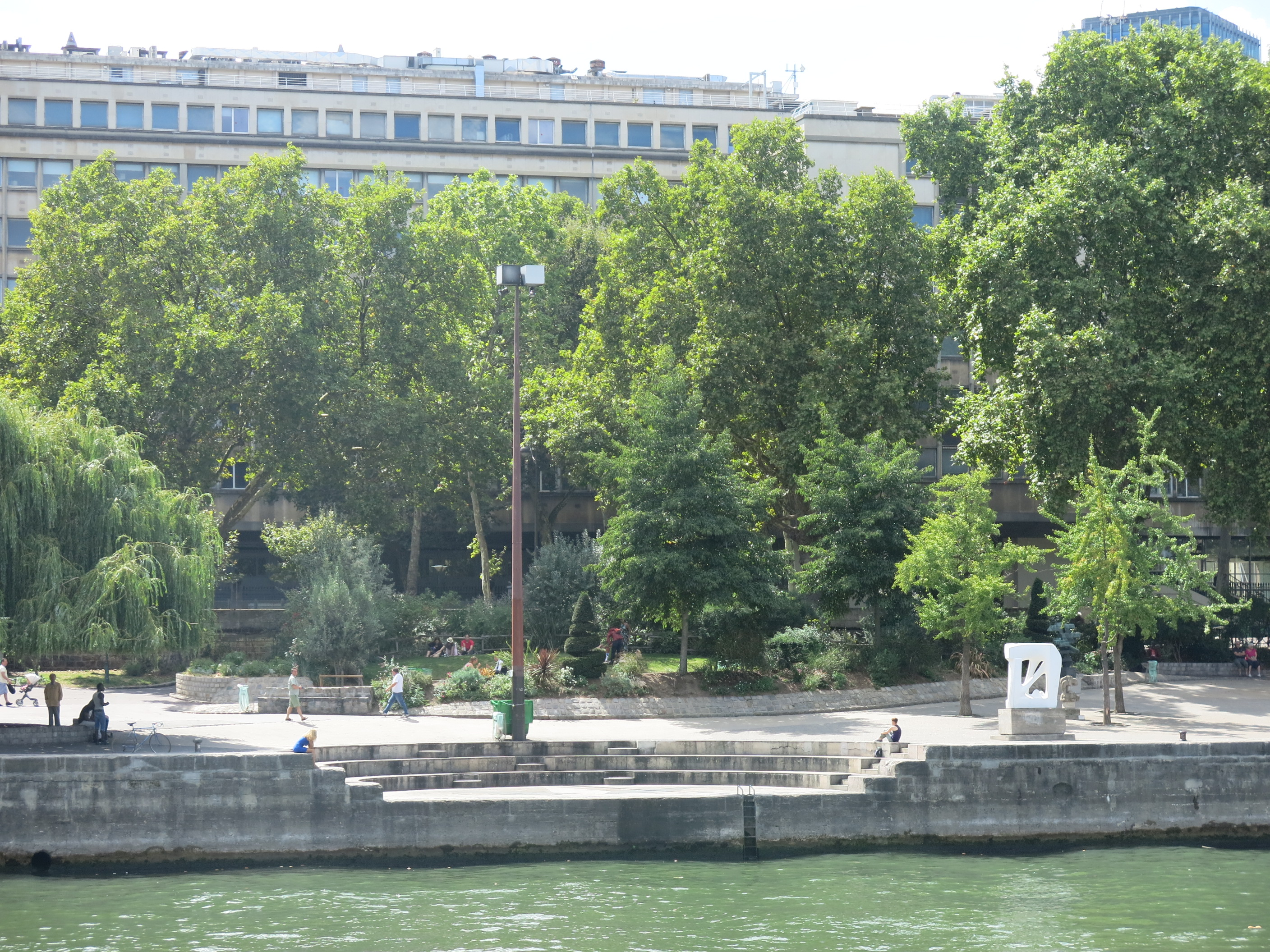
Une partie du jardin Tino-Rossi en 2016.

Historiquement, cette partie des quais était affectée au commerce du vin, avec la présence de caves voutées : le port Saint-Bernard comprenait l'ancien Port-aux-Vins. Elle est devenue une zone de stationnement plus ou moins permanent de navires, le plus souvent des péniches, depuis le milieu du XXe siècle.
À la fin des années 1980, l'essentiel de l'espace du port est transformé en espace vert, le jardin Tino-Rossi, accueillant le Musée de la sculpture en plein air. Le port retrouve en partie l'essence de son activité première depuis la création de la station Jardin des Plantes du Batobus.

### Port-aux vins

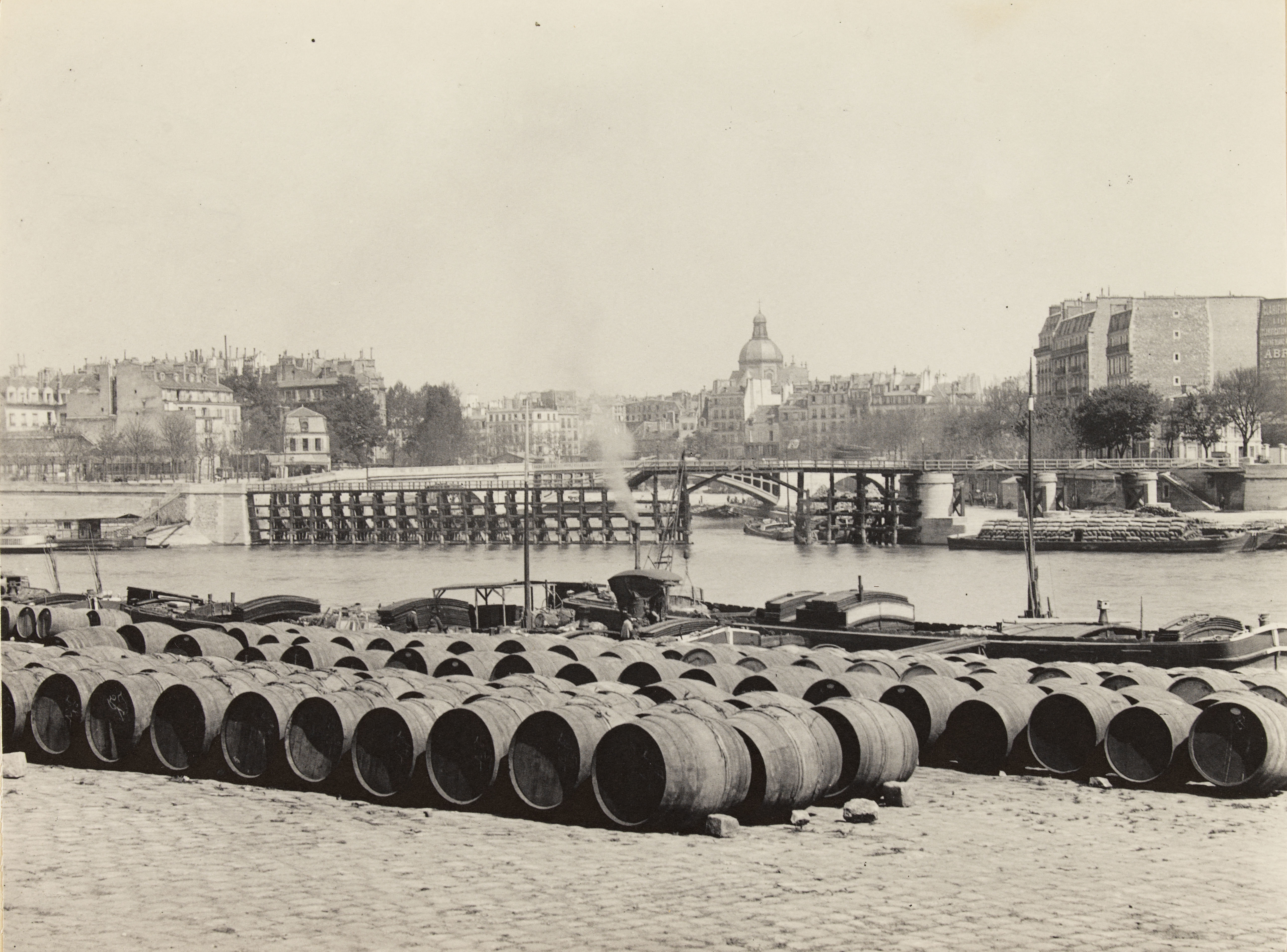
Photo prise depuis le Port-aux-vins vers 1890.

Le Port-aux-vins (parfois orthographié Port-au-vin) est  la dénomination que les Parisiens, dans la seconde moitié du XIXe siècle, donnaient au Port Saint-Bernard, du moins à la partie affectée au vin où était érigée la Halle aux vins, comme le prouvent les écrits, les photos ou peintures de l’époque. Cet ancien port de Paris se situait dans le 5ème arrondissement, au niveau de la porte Saint-Bernard, aujourd’hui disparue. C’était, de fait, la partie du quai Saint-Bernard affectée au commerce du vin.
On le retrouve cité :
·        -par Émile Zola dans les Rougon-Macquart (Par exemple au baptême du fils de Napoléon III, Louis-Napoléon, prince impérial, le 14 juin 1856 dans « Son Excellence Eugène Rougon» publié en 1876, chapitre IV)
·        -dans les photos de Paris en 1890 d’Hyppolite Blancard au Musée Carnavalet…
Il ne faut pas confondre le Port-aux-vins de Paris avec le Port-aux-vins de Bercy dans le 12ème qui permettait aux bateliers transportant le vin d’arriver aux portes de Paris intra-muros sans être obligés de s’acquitter de  l’octroi.